# УРСТ Лев (Міттенвальд)

УРСТ «Лев» (Українське Руханково-Спортове Товариство «Лев») — українське спортивне товариство німецького містечка Міттенвальд.

## Історія
В українському таборі в Карлсфельді біля Мюнхену (бараки фірми БМВ) українські спортсмени ще від літа 1945 року почали спортивну діяльність, а вже 19 вересня 1945 р, заснували УРСТ Лев (Карлсфельд), статут якого складено на взірець статуту товариства «Сокіл» з Галичини, визначаючи серед завдань фізичну культуру та культурно-виховну ділянки. Першими активними атлетами та ініціаторами були м-р. Адам Антонович, м-р. Михайло Дужий, м-р. Володимир Гнатик, Володимир Гнатів, Марія Турко, Омелян Бучацький.
Товариству на засіданні припала честь реалізувати ініціативу Центральної Представництва Української Еміграції в Німеччині (ЦПУЕ) і інших спортивних товариств щодо заснування централі для фізичної культури (жовтень 1945 р.). Централю цю під назвою Рада фізичної культури засновано 25 листопада 1945 р. в тому ж Карлсфельді — а члени «Лева» перебирають більшість обов'язків ведення цього керівного осередка протягом першого року його існування.
За період перебування товариства в Карлсфельді, в скупченні понад 4000 емігрантів, «Лев» мав у своєму розпорядженні значну кількість сильних спортсменів і був без сумніву найкращим організаційно і найсильнішим технічно товариством на еміграції.
Особами, які керували колективом були: м-р Михайло Дужий (безперервний голова товариства), м-р Володимир Гнатик, Марія Турко, Ярослав Гусар, Ярослав Шостак, Мирон Микита, Василь Нагайський, Михайло Цюрак, Микола Гнатів.
У травні 1946 р. карлсфельдський табір розділено до Міттенвальду, Берхтесгадену і до Мюнхену-Фрайману. УРСТ «Лев» на 70 % переїхало до Міттенвальду (український табір спершу в Ґебірґсєґеркасерне, а згодом і Піоніркасерне, 4000 мешканців, 248 членів товариства) і тут продовжувало свою діяльність. У Міттенвальді також діяв СУМ-Прометей (Міттенвальд). У двох інших місцевостях виникли два нові товариства: УСТ Орлик (Берхтесгаден) і УРСТ Довбуш (Фрайман). Відсутність у Міттенвальді частини атлетів і важкі умови праці (відсутність спортивного майданчика, складний доїзд партнерів), а також постійне зростання інших товариств став загрозою гегемонії «Лева». Але після переїзду до Міттенвальду частини табору з Фюссен 15 червня 1946 р. до товариства влилися члени колишнього УРСТ Калина (Фюссен), що значно зміцнило УРСТ «Лев». Від початку злуки в товаристві працювали: голова м-р. М. Дужий, заступник гол. Р. Галькевич, секретар М. Велигорський, скарбник Я. Гузар і ланкові (секційні): Омелян Бучацький (баскетбол і хокей), д-р О. Андрушків (шахи), Р. Савчак, інж. Р. Ракочий (футбол), М. Турко, Хома (бокс), В. Гнатів (волейбол).
У 1946 р. «Лев» зайняв без конкуренції перше місце в змаганнях за клубну вправність, то вже наступного року здобув лише друге місце. Незважаючи на це, «Лев» залишався й надалі найсильнішим товариством, зокрема в легкій атлетиці, баскетболі, волейболі, шахах і в футболі. Створення за допомогою ІМКА в сезоні 1947—1948 дружини з хокею на льоду і її успіхи, це дуже поважне досягнення для товариства. УРСТ «Лев» видавав тижневий спортивний журнал «Змаг».

## Секції клубу
- волейбол жінок — були чинними дві дружини: жінок та юначок, які брали участь у 16 змаганнях, в усіх обласних і зональних турнірах.
- волейбол чоловіків — дві команди чоловіків і одна юніорів. Крім 42 змагань, секція брала участь в усіх турнірах та має за собою 4 першості зони: весна і літо 1946 р. та літо і зима 1947 р., і першість 5-го Дистрикту УНРРА в 1946 р.
- баскетбол жінок — упродовж 1947 р. розіграла 12 змагань і зайняла 2-е місце в зональних турнірах.
- баскетбол — дві дружини розіграли 72 гри і змагалися в усіх обласних (перші місця) і в зональних турнірах (чемпіон зони в усіх трьох зимових турнірах у приміщенні 1945, 1946 і 1947 рр.). Дружина була увесь час у тісному контакті з чужинцями (33 змагань).
- легка атлетика — 4 біги навпростець, першість області 1946 р. і першість зони в 1947 р., за яку одержало товариство нагороду «Української Трибуни» з Мюнхена. В зональному п'ятиборстві чоловіків 1947 р. Євген Обухівський здобув друге місце, а Шкляр — 5-е. Естафета 4×100 м показали найкращий час від тогочасного західно-українського рекорду. Перше місце в зоні у здобуванні Відзнак Фізичної Вправності (167), Дні Фізичної Культури 1946 і 1947 рр. (497 виконавців!), День Спортовця в 1945 р. і «відкриття сезону» в 1947 р.
- плавання — 8 членів взяло участь у зональних змаганнях в 1948 р. (4-е місце).
- настільний теніс — 14 змагань і участь в обласних командних (2-е місце) та індивідуальних турнірах 1947 р. і в індивідуальних зональних 1946, 1947 і 1948 рр. Ланковий Шкляр здобув у 1946 р. першість зони, а Зенон Снилик — 2-е місце в 1948 р. в категорії юніорів.
- шахи — від жовтня 45 р. розіграли 25 змагань, 2 симультани (Богатирчук і Вотковський) та 2 гри насліпо (Вотковський і Калиновський). Участь в командних обласних і зональних турнірах 1946 р. (3-є місце), 1947 р. (5-е місце) і 1948 р. (1-2 місця). Секцію провадив д-р Андрушків, чемпіон товариства Володимир Петеш.
- бокс — (початківців тренував Хома-молодший). Секція влаштувала два змагання та урядила в травні 1947 р. турнір за участю шістьох пар.
- високогірний туризм — 363 учасники відбули 24 високогірні походи і 4 краєзнавчі прогулянки.
- лижний спорт — 37 членів урядили 5 лещетарських прогулянок та два курси (42 учасників). Взяли участь у зональних змаганнях 1947 р. (3-є місце) і 1948 р. (2-е місце) та зорганізували загальні змагання найкращих лижників зони в 1947 р. (2-е місце). Найкращі спортсмени: Ступницький (1-е місце в стрибках і 2-е в обох комбінаціях), Ю. Цьолко (3-є місце в норвезькій комбінації), Б. Марчук (4-е місце в норвезькій комбінації) і М. Левицький здобули першість 1949 р.
- футбол — три дружини провели 134 гри. В 1946 р. взимку секція здобула першість обох зон (по двократній перемозі з УСТ Дніпро (Ганновер)) і нагороду ЦУДБ в Лондоні. В 1947 р. здобула першість зони — та перше місце і кубок м-ра Буцика в літнім блискавичнім турнірі «Чорногори». Друга команда змагалася в обласній лізі. Найкращі спортсмени зони, це Романець, Ходань, інж. Лішев, Гарасим, Світенко, Голюка.
- хокей на льоду — 1947—1948 р. команда розіграла 8 змагань з чужинцями і була чинна теж в 1949 р.